# Ciotki na rowerach
Ciotki na rowerach (ros. Пропало лето) – radziecki film z 1963 roku w reżyserii Rołana Bykowa i Nikity Orłowa.

## Obsada
- Zoja Fiodorowa jako ciocia Dasza
- Antonina Dmitrijewa jako ciocia Masza
- Ludmiła Czernyszowa jako ciocia Sasza